# 1873年5月26日日食
1873年5月26日日食为一次在协调世界时1873年5月26日出現的日偏食。該次日食食分為0.8971。

## 概述
這次日食的食分是0.8971。

## 基本參數
- 類型：日偏食
- 食甚資料：
  - 日期：1873年5月26日
  - 時間：9時8分56秒
  - 地點：64N 100W
  - 食分：0.8971

## 外部連結
- NASA日食專頁（页面存档备份，存于）（英文）